# Вимислянка (Великопольське воєводство)
Вимислянка (пол. Wymyślanka, нім. Bollbrücke) — село в Польщі, у гміні Львувек Новотомиського повіту Великопольського воєводства.
Населення — 56 осіб (2011).
У 1975-1998 роках село належало до Познанського воєводства.

## Демографія
Демографічна структура станом на 31 березня 2011 року:
|          | Загалом | Допрацездатний вік | Працездатний вік | Постпрацездатний вік |
| -------- | ------- | ------------------ | ---------------- | -------------------- |
| Чоловіки | 29      | 5                  | 18               | 6                    |
| Жінки    | 27      | 5                  | 16               | 6                    |
| Разом    | 56      | 10                 | 34               | 12                   |